# Tepeji del Río de Ocampo
Tepeji del Río è una città capoluogo dell'omonimo comune del Messico, situato nello Stato di Hidalgo.

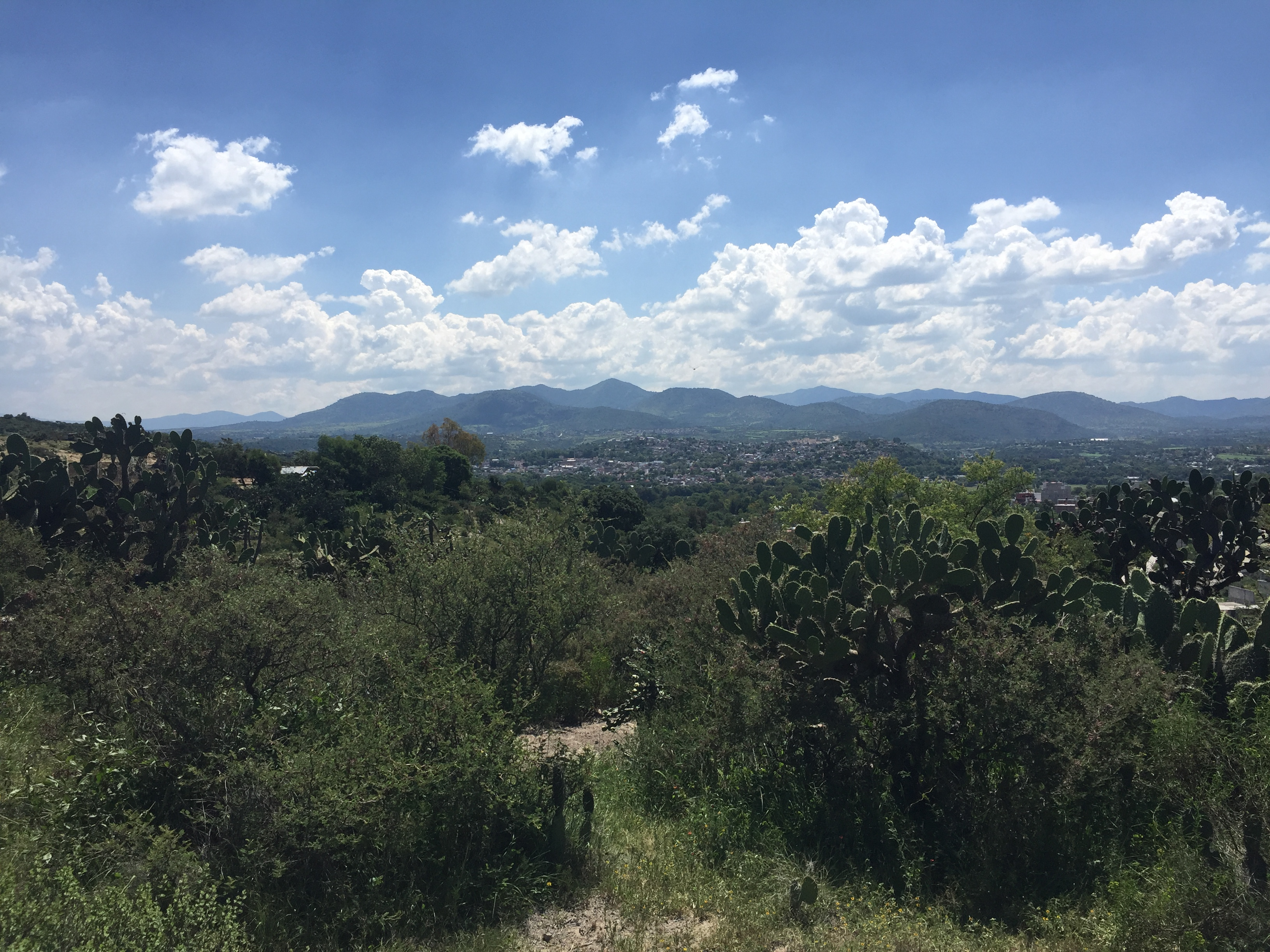
Tepeji vedendo verso l'ovest

## Storia
Le città preispaniche di Otlazpan e Tepexic, e i rispettivi quartieri "soggetti", erano state integrate nel programma delle Congregazioni dei popoli indigeni, istituite nel 1550 dalla corona spagnola. La congregazione iniziò l'8 ottobre 1558, quando gli indigeni iniziarono a costruire la chiesa e il convento di San Francisco de Asís, costretti dal governo spagnolo a fornire materiali e manodopera, e costretti a trasferirsi attorno al convento appena fondato. La città ha conservato il nome preispanico: Tepexic; e poiché si trovava vicino allo specchio d'acqua (affluente del fiume Pánuco), fu aggiunto "del Río". Successivamente ebbe diversi nomi: San Francisco Tepexic, San Francisco del Río, Tepexic del Río. L'unione definitiva dei due paesi si completò alla fine del XVIII secolo, prendendo il nome di Tepeji del Río. Secondo una targa posta nella piazza principale, Tepeji venne elevata alla categoria di città per decreto del congresso dello Stato di Hidalgo il 3 giugno 1983.

## Territorio
Clima
Si trova nella regione geografica della Valle del Mezquital, ha quindi una temperatura media annuale di 24 °C, con una piovosità di 2120 millimetri all'anno. Per quanto riguarda le precipitazioni annuali nel comune, il livello medio osservato è di circa 704,5 mm, con i mesi di giugno e luglio che hanno le precipitazioni più elevate, mentre dicembre, gennaio e febbraio hanno le precipitazioni più basse.
| Mesi                | Gen. | Feb. | Mar. | Apr. | Mag. | Giu. | Lug. | Ago. | Set. | Ott. | Nov. | Dic. |
| ------------------- | ---- | ---- | ---- | ---- | ---- | ---- | ---- | ---- | ---- | ---- | ---- | ---- |
| Temperatura max °C  | 26   | 30   | 34   | 38   | 37   | 35   | 25   | 25   | 23   | 25   | 26   | 24   |
| Temperatura min. °C | 6    | 7    | 9    | 12   | 11   | 10   | 8    | 8    | 5    | 8    | 6    | 4    |
| Pioggia max mm      | 8    | 26   | 20   | 32   | 64   | 163  | 170  | 163  | 149  | 73   | 20   | 4    |

Ecologia
La flora del comune è costituita da querce, cactus, frassini, varie specie locali quali il cardón, garambullo, pitaya, mesquite, pirul, huizache, oyamel, maguey, oltre a specie esotiche come gli alberi da frutto. La fauna di questo la regione è composta da lepri, conigli, scoiattoli, coyote, cervi e volpi, alcuni uccelli come: la quaglia, tortora, colomba, falco e poiana, oltre a una grande varietà di rettili come; vipere, lucertole e camaleonti, aracnidi e insetti come i millepiedi.
Idrografia
Come da nome, Tepeji del Río è attraversato da numerosi fiumi, la maggior parte sfocia nella Diga Requena, si trova infatti nella regione di Pánuco, nel bacino del fiume Moctezuma, i corsi d'acqua di varie dimensioni che compongono il comune sono: il Tula, El Oro, il Tepeji, Carrizal, Tejocote, Peña Alta, Ocote, Rancho Viejo e il Jilguero. Alcuni aumentano notevolmente la loro portata durante il periodo delle piogge, da aprile a settembre, causando a volte anche inondazioni.
Popolazione
Secondo i risultati presentati dal censimento della popolazione e delle abitazioni INEGI del 2020, il comune conta un totale di 90.546 abitanti, di cui 44.062 uomini e 46.484 donne. Ha una densità di 256,2 abitanti/km², la metà della popolazione è di età pari o inferiore a 29 anni, ci sono 94 uomini ogni 100 donne. Per l'anno 2020, secondo il Catalogo delle località, il comune contava 72 frazioni.
| EVOLUZIONE DEMOGRAFICA DEL COMUNE DI TEPEJI DEL RÍO DE OCAMPO E FRAZIONI*. \| Anno \| Popolazione \| \| Codice INEGI \| Denominazione \| Popolazione \| Percentuale % \| Tipologia \| \| ---- \| ----------- \| --------- \| ------------------------- \| ------------- \| ----------- \| ------------- \| --------- \| \| 1995 \| 61 950 \| 130630001 \| Tepeji del Río de Ocampo \| 36 618 \| 40.441 \| Città \| \| \| 2000 \| 67 858 \| 130630020 \| Tianguistengo (La Romera) \| 5784 \| 6.388 \| Villaggio \| \| \| 2005 \| 69 755 \| 130630006 \| Melchor Ocampo (El Salto) \| 5611 \| 6.197 \| Villaggio \| \| \| 2010 \| 80 612 \| 130630009 \| San Buenaventura \| 4362 \| 4.817 \| Comunità \| \| \| 2015 \| 87 442 \| 130630011 \| San Ildefonso \| 4231 \| 4.673 \| Comunità \| \| \| 2020 \| 90 546 \| 130630021 \| Tinajas \| 4076 \| 4.502 \| Comunità \| \| \| \| \| 130630026 \| Santiago Tlaltepoxco \| 2705 \| 2.987 \| Comunità \| \| \| \| \| 130630018 \| Santiago Tlautla \| 2567 \| 2.835 \| Comunità \| \| \| \| \| 130630016 \| Santa María Quelites \| 2397 \| 2.647 \| Comunità \| \| \| \| \| 130630015 \| Santa María Magdalena \| 2366 \| 2.613 \| Comunità \| \| *Sono rappresentate solo le prime 10 frazioni più popolate. Secondo la Legge Organica Comunale dello Stato di Hidalgo, è considerata città quella località con più di 25.000 abitanti; paese, più di 10.000 abitanti; villaggio, più di 5000 abitanti; comunità, più di 500 abitanti; e ranchería, (non presente in questa lista), quelle con meno di 500 abitanti. |             |           |                           |               |             |               |           |
| Anno | Popolazione |           | Codice INEGI              | Denominazione | Popolazione | Percentuale % | Tipologia |
| --- | ----------- | --------- | ------------------------- | ------------- | ----------- | ------------- | --------- |
| 1995 | 61 950      | 130630001 | Tepeji del Río de Ocampo  | 36 618        | 40.441      | Città         |           |
| 2000 | 67 858      | 130630020 | Tianguistengo (La Romera) | 5784          | 6.388       | Villaggio     |           |
| 2005 | 69 755      | 130630006 | Melchor Ocampo (El Salto) | 5611          | 6.197       | Villaggio     |           |
| 2010 | 80 612      | 130630009 | San Buenaventura          | 4362          | 4.817       | Comunità      |           |
| 2015 | 87 442      | 130630011 | San Ildefonso             | 4231          | 4.673       | Comunità      |           |
| 2020 | 90 546      | 130630021 | Tinajas                   | 4076          | 4.502       | Comunità      |           |
| |             | 130630026 | Santiago Tlaltepoxco      | 2705          | 2.987       | Comunità      |           |
| |             | 130630018 | Santiago Tlautla          | 2567          | 2.835       | Comunità      |           |
| |             | 130630016 | Santa María Quelites      | 2397          | 2.647       | Comunità      |           |
| |             | 130630015 | Santa María Magdalena     | 2366          | 2.613       | Comunità      |           |

Secondo i dati del censimento INEGI 2020, circa 30.488 dichiarano di praticare la religione cattolica; circa 2.146 persone hanno dichiarato di professare una religione cristiana protestante o evangelica; 55 persone hanno dichiarato un'altra religione; e circa 3.891 persone che hanno dichiarato di non essere affiliate ad una religione ma di essere credenti non praticanti.

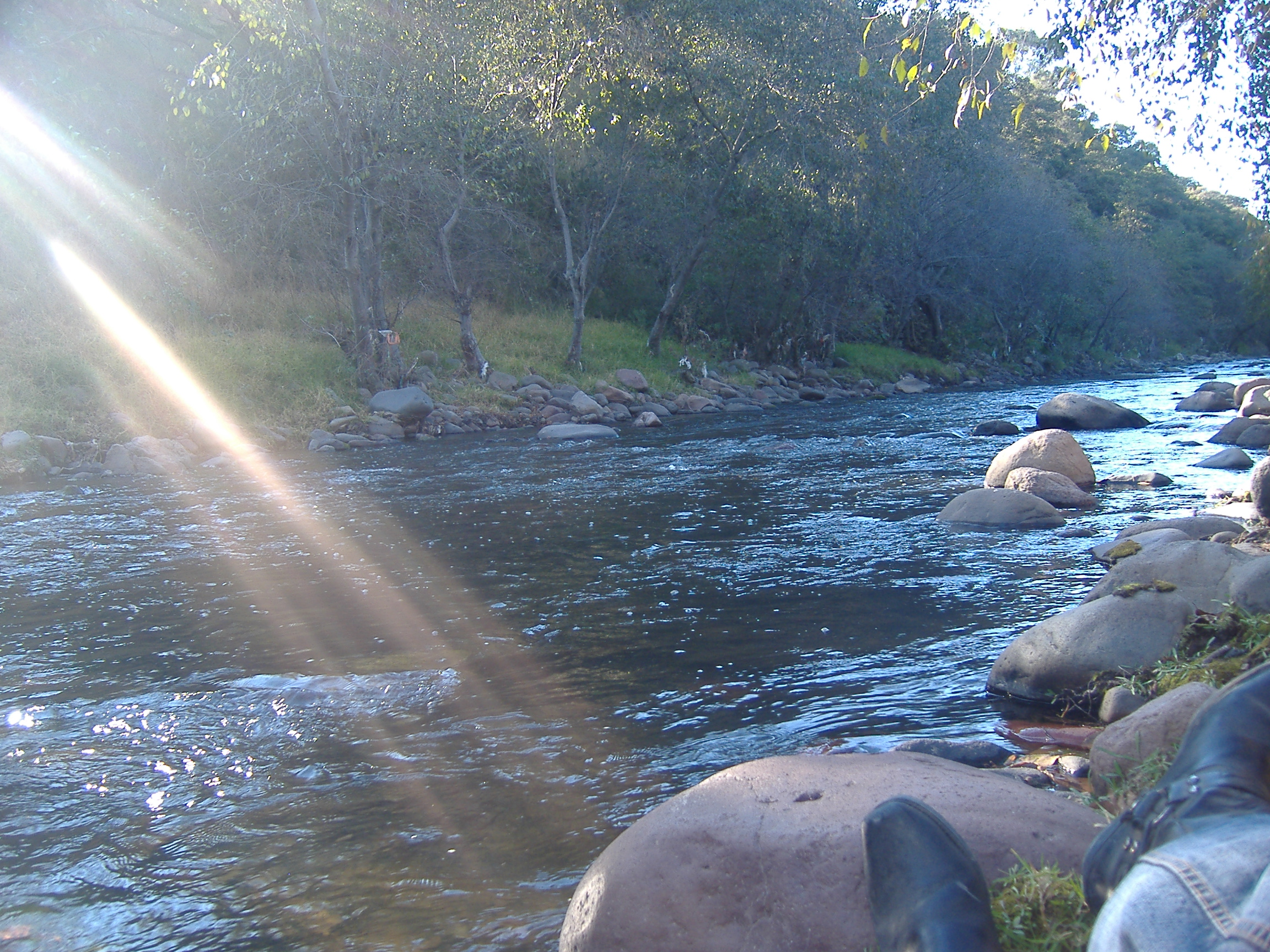
Rio Tepeji

## Politica ed economia comunale

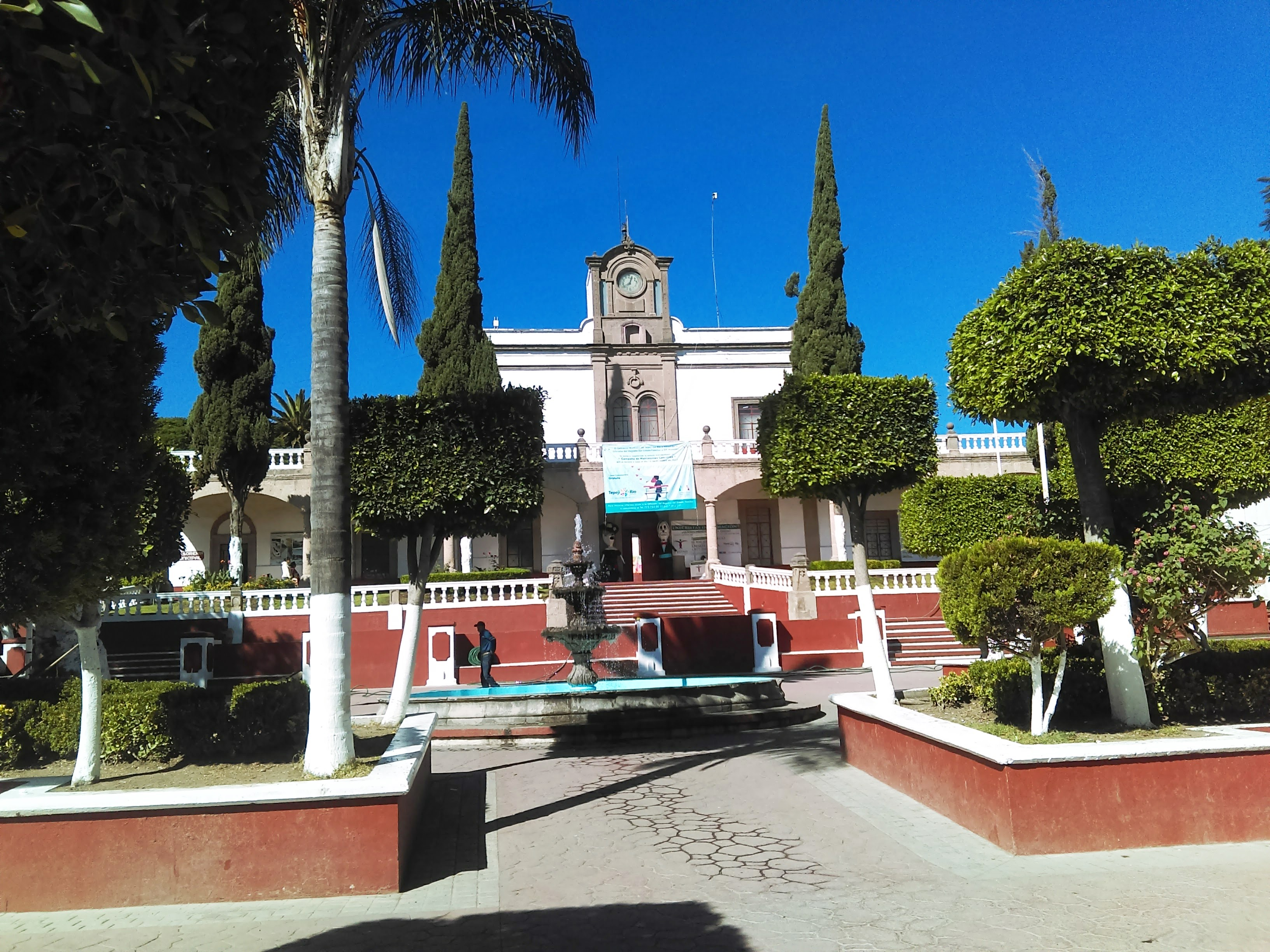
Palazzo Municipale di Tepeji

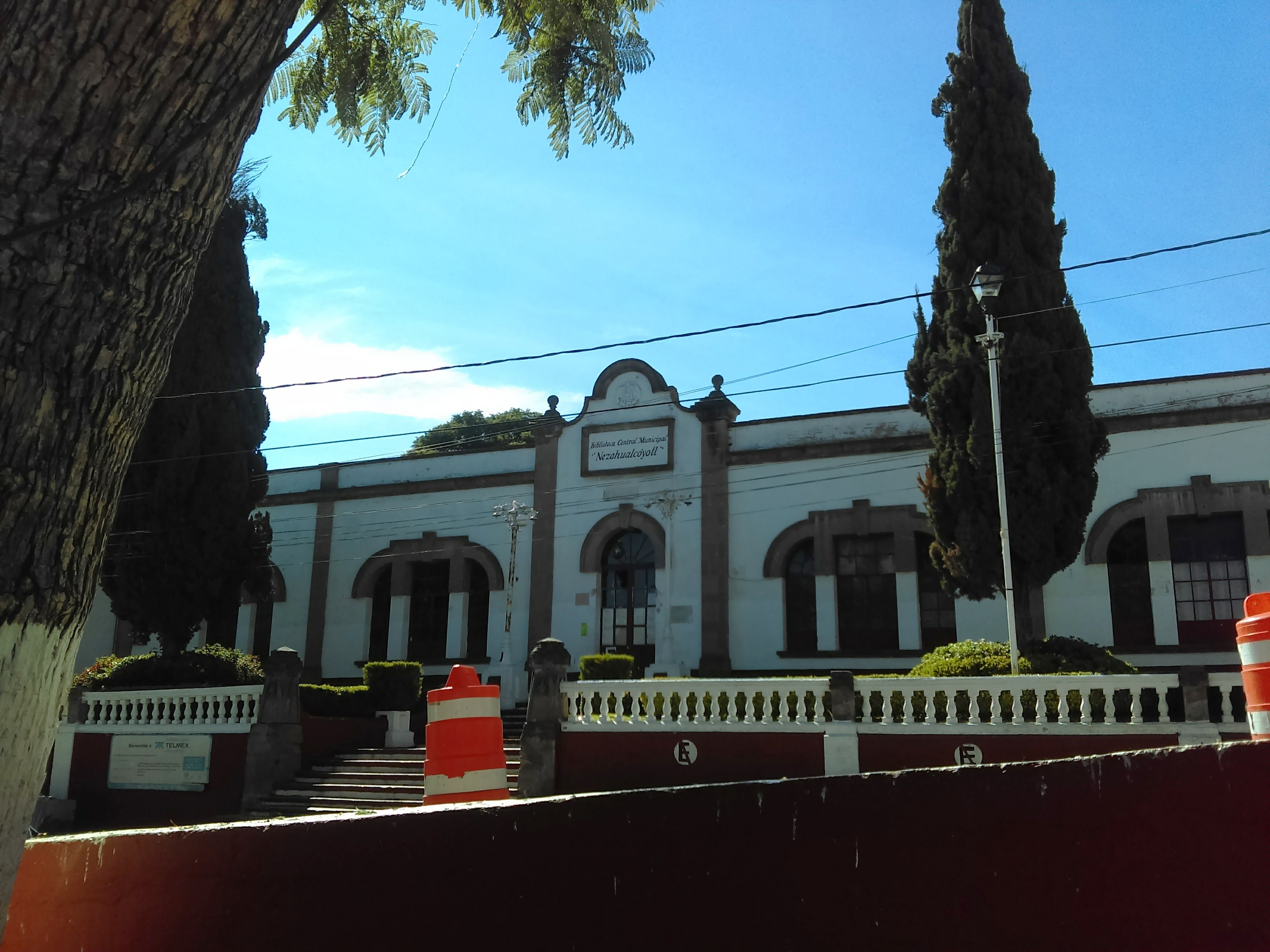
Biblioteca di Tepeji

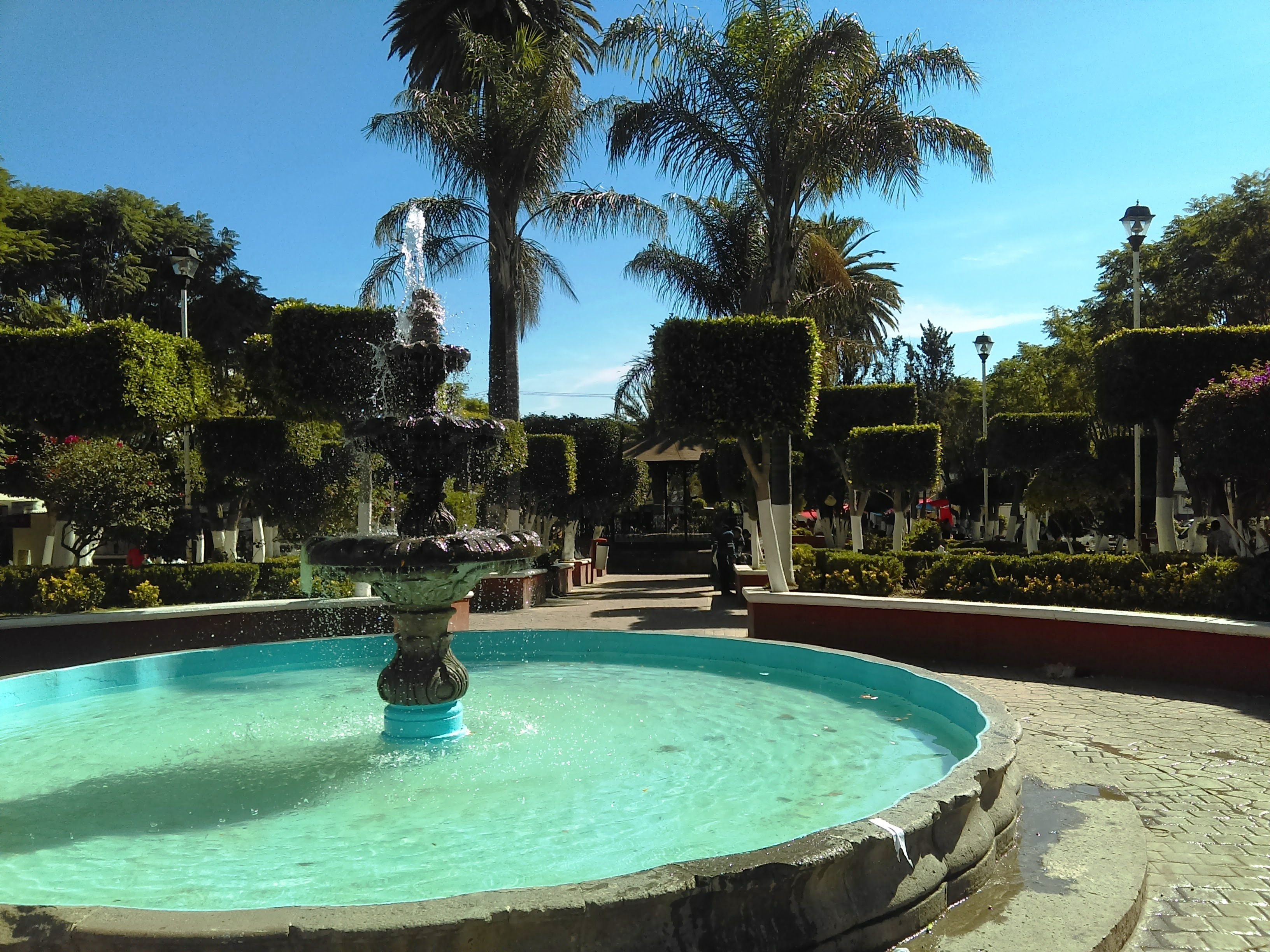
Giardino centrale a Tepeji

Venne fondato come comune il 15 febbraio 1826. Il sindaco e gli assessori comunali, come nel resto dei comuni del Messico, vengono eletti ogni tre anni, nel caso di Tepeji la giunta comunale è composta da un Presidente Comunale, (il sindaco), un Curatore, quattordici Consiglieri e quaranta Delegati comunali. Nel 2015, il comune ha presentato un ISU di 0,751 (Alto), motivo per cui occupa il 23º posto nello stato di Hidalgo; nel 2005 ha presentato un PIL di 4.473.341.167,00 pesos messicani e un PIL pro capite di 64.129,00 dollari (prezzi correnti del 2005).
| Periodo   | Nome Sindaco                   | Partito o coalizione                                       |
| --------- | ------------------------------ | ---------------------------------------------------------- |
| 1964-1967 | Javier Salgado Monroy          | Non disponibile                                            |
| 1967-1970 | Antonio Miranda Sánchez        | Non disponibile                                            |
| 1970-1973 | Agustín Olvera Soto            | Non disponibile                                            |
| 1973-1976 | Antonio Castillo Zúñiga        | Non disponibile                                            |
| 1976-1977 | Teodoro Ortiz Montaño          | Non disponibile                                            |
| 1977-1979 | Esteban Sánchez Rojo           | Non disponibile                                            |
| 1979-1982 | Fernando Jiménez Monroy        | Non disponibile                                            |
| 1982-1985 | Fidencio J. Miranda García     | Non disponibile                                            |
| 1985-1988 | Dionisio Guerrero Carbajal     | Non disponibile                                            |
| 1988-1991 | Eliel Briseño Castillo         | Non disponibile                                            |
| 1991-1994 | Lauro Olguin Yáñez             | Non disponibile                                            |
| 1994-1997 | Sergio Olvera González         | PRI                                                        |
| 1997-1999 | Salvador Rojas Salgado         | PRI                                                        |
| 1999-2000 | Erasmo Betancourt Huesca       | PRI                                                        |
| 2000-2001 | Vicente Chávez Sánchez         | PRI                                                        |
| 2001-2002 | Carlos Martínez García         | PRI                                                        |
| 2002-2003 | Araceli Velázquez Ramírez      | PRI                                                        |
| 2003-2006 | Jesús Ortiz Cano               | PAN                                                        |
| 2006-2009 | Guillermo Sergio Cabrera Vivar | PRI                                                        |
| 2009-2012 | Rosalío Santana Velázquez      | Coalizione Mas por Hidalgo (PRI e NUEVA ALIANZA)           |
| 2012-2016 | Fernando Miranda Torres        | Coalizione Juntos por Hidalgo (PRI, VERDE e NUEVA ALIANZA) |
| 2016-2020 | Moisés Ramírez Tapia           | Coalizione PANAL (PAN e NUEVA ALIANZA)                     |
| 2020      | Erika Claudia Pérez Castilla   | Consiglio Municipale ad Interim                            |
| 2020-2024 | Salvador Jiménez Calzadilla    | PRI                                                        |
| 2024-2027 | Tania Valdéz Cuellar           | MORENA                                                     |

## Turismo

### Centro città
Chiesa di San Francisco d'Assisi
Il Tempio ed ex-convento di San Francisco de Asís presenta un atrio circondato da mura merlate, la facciata è divisa in due sezioni, nella prima si vede l'ingresso semicircolare incorniciato con decorazione a cassettoni; nella seconda sezione è stata aperta la finestra del coro. Dopo i restauri apportati nella zona del chiostro, si conserva tuttora la cappella. All'interno sono scomparse le pale d'altare originarie ma si conservano alcuni dipinti di epoca barocca. La costruzione simula una grande fortezza con spesse mura sorrette da enormi contrafforti.
Altri edifici coloniali
Sulla piazza nel centro della città vi sono varie sculture, inoltre di interesse vi sono: il Palazzo Municipale, ha un orologio al centro della facciata, che suona l'ora ogni ora tramite dei martelletti, di fronte al palazzo c'è una fontana, la Segreteria delle Relazioni Estere, la biblioteca comunale, la scultura "Fósil Contemporáneo" di Adrian Peña, il Chiosco in ferro battuto al centro del giardino, la targa commemorativa della fondazione della città e il palazzo porticato, sparsi lungo Avenida Melchor Ocampo, si trovano ancora vari edifici coloniali adibiti ad abitazione privata e un supermercato che conserva la facciata originale in pietra.
Ermita di Tepeji del Río
Questa chiesa fu costruita in 20 anni con il contributo degli operai di La Josefina e benedetta dal Vescovo di Tula José de Jesús Sahagún il 12 maggio 1962. Possiede un campanile al centro della facciata, e ospita l'immagine della Vergine di Guadalupe, per raggiungere la chiesa bisogna salire più di 130 gradini in pendenza è situata nella zona più alta della città.
Museo Comunitario di Tepeji del Río
Inaugurato nel 2019 è situato in una sala all'interno del Centro culturale di Tepeji, questo piccolo museo di proprietà comunale, espone vari utensili risalenti ai primi insediamenti della zona e fossili che testimoniano la presenza della fauna che abitava la regione nelle passate ere geologiche, rinvenuti nelle vicinanze della diga Requena. Vengono anche organizzate mostre d'arte e di fotografia, l'ingresso è gratuito.
Museo e Fabbrica "La Josefina"
Risalente al 1870, questa fabbrica di asciugamani e lenzuola è l'edificio più grande del centro di Tepeji ed esporta i suoi prodotti in tutto il Messico, il suo Museo tessile annesso, inaugurato il 26 agosto 2022, spiega la sua storia, nonché il processo di produzione, ha inoltre un negozio annesso dove è possibile comprare i suoi prodotti. L'ingresso costa 30 pesos messicani.
Patrimoni dell'Umanità dell'UNESCO
Il 1° agosto 2010, il Tempio ed ex-convento di San Francisco de Asís, il ponte La Colmena lungo il tratto del Camino Real e l'antica Hacienda de La Cañada; sono stati dichiarati Patrimonio dell'Umanità dell'Unesco, all'interno del Camino Real de Tierra Adentro. A ricordo di ciò, una targa posta nel giardino centrale di fronte alla biblioteca comunale, recita il seguente testo:
| (ES) La inscripción en esta lista, cosagra el valor universal excepcional del bien que reperesenta el primer itinerario cultural terreste trazado por los Españoles en America, siendo el exconvento de San Francisco de Tepeji del Río y puente, uno de los 60 sitios que lo conforman. 1° de agosto de 2010. (IT) L'iscrizione in questo elenco conferma l'eccezionale valore universale del bene che rappresenta il primo itinerario culturale terrestre redatto dagli spagnoli in America, essendo l'ex convento di San Francisco de Tepeji del Río e il Ponte, uno dei 60 siti che lo compongono. 1 agosto 2010. |

### Altri luoghi fuori dal centro
Ponte de La Colmena
Il Puente de La Colmena, è un ponte in pietra costruito in epoca coloniale spagnola situato 1,5km furi dal centro storico, il ponte si trova sull'antico tracciato del Camino Real de Tierra Adentro, ed è tuttora in uso. Il 1° agosto 2010 è stato dichiarato patrimonio dell'Umanità dell'UNESCO.

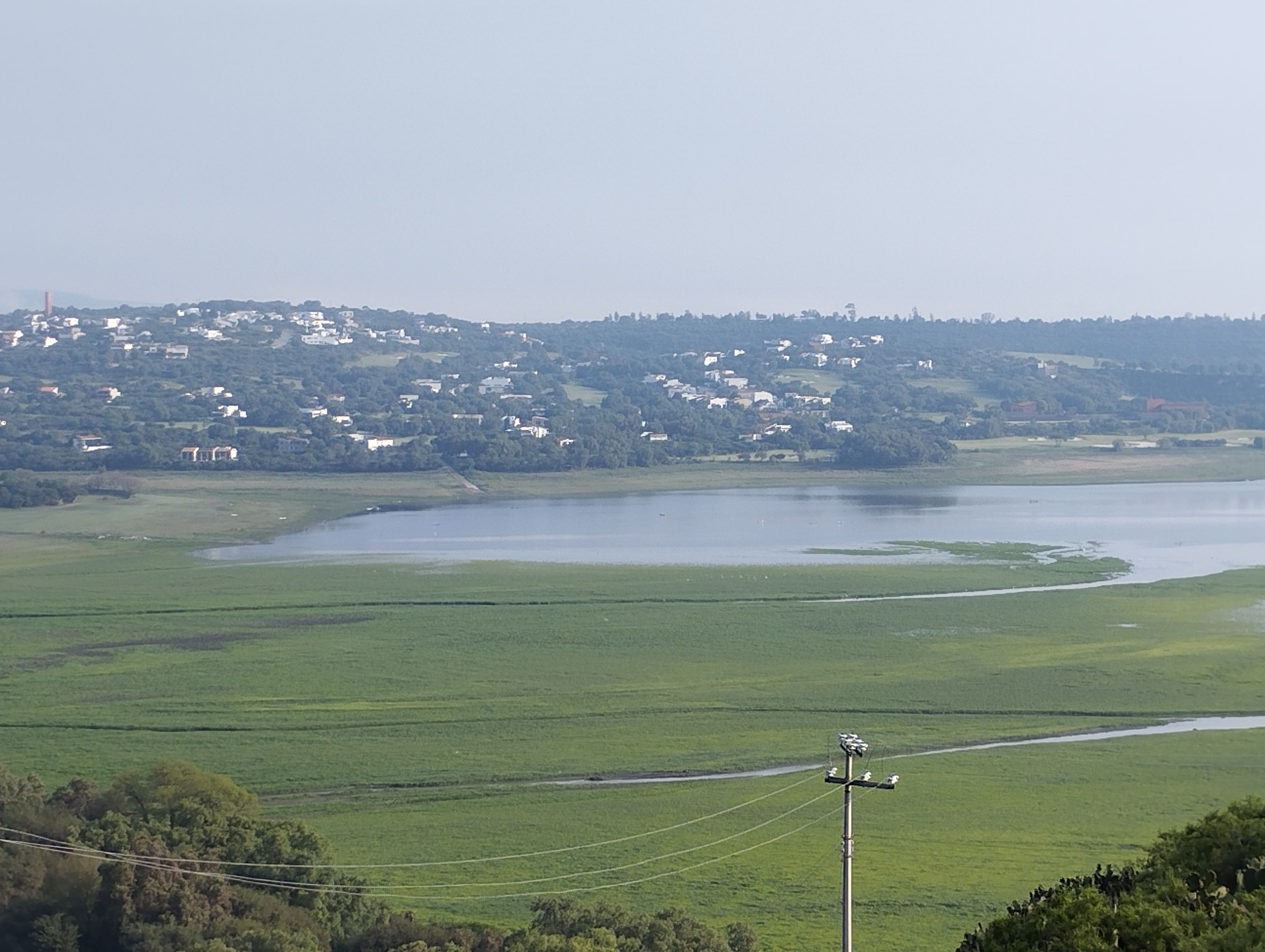
Diga Requena
| Stesso argomento in dettaglio: Diga Requena |
| ------------------------------------------- |

Situata a 2,2km dal centro della città, questa diga è stata costruita nel periodo che va dal 1919 al 1922, divisa tra i comuni di Tepeji del Río de Ocampo e Tula de Allende, ha un'altezza di 37,40 mt, con una lunghezza della corona di 230mt e una larghezza della corona di 8,0 m La superficie del bacino è di 759,7km², con una lunghezza massima di 7 ettari e una larghezza massima di 3km con una profondità media di 6 m, ha una capacità di stoccaggio di 52,5 hm³. Il bacino idrico è anche sede di pesca sportiva e tornei di motoscafi. La diga riceve in maggioranza le acque del Fiume Tepeji. Il 27 luglio 2023, a causa dell'eccesso di calore e della mancanza di piogge, la diga ha registrato i livelli d'acqua più bassi della sua storia; con un livello dello 0,5% della sua capacità totale. Le piogge di giugno e luglio 2024 hanno portato l'aumento del livello dell'acqua dal 2,5% della sua capacità, all'89% di riempimento.

## Tradizioni culturali
Feste
La festa del patrono San Francisco de Asís, si celebra il 4 ottobre, è completata da attività culturali organizzate dalla comunità ecclesiastica e dal Comitato Culturale San Francisco. Un'altra festa molto importante è quella dell'8 ottobre, che prevede un programma culturale organizzato dalle autorità comunali. Il venerdì santo, la Hermandad del Santo Entierro organizza la Processione del Silenzio, la prima ad essere realizzata risale al 1952.
Gastronomia

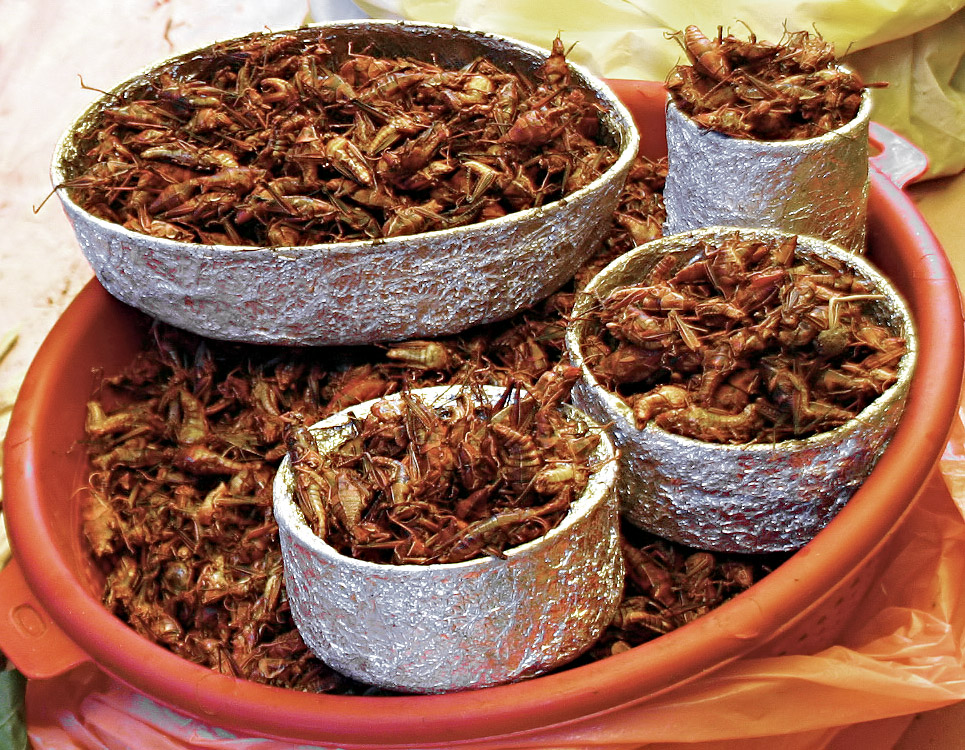
Chapulines (cavallette fritte)

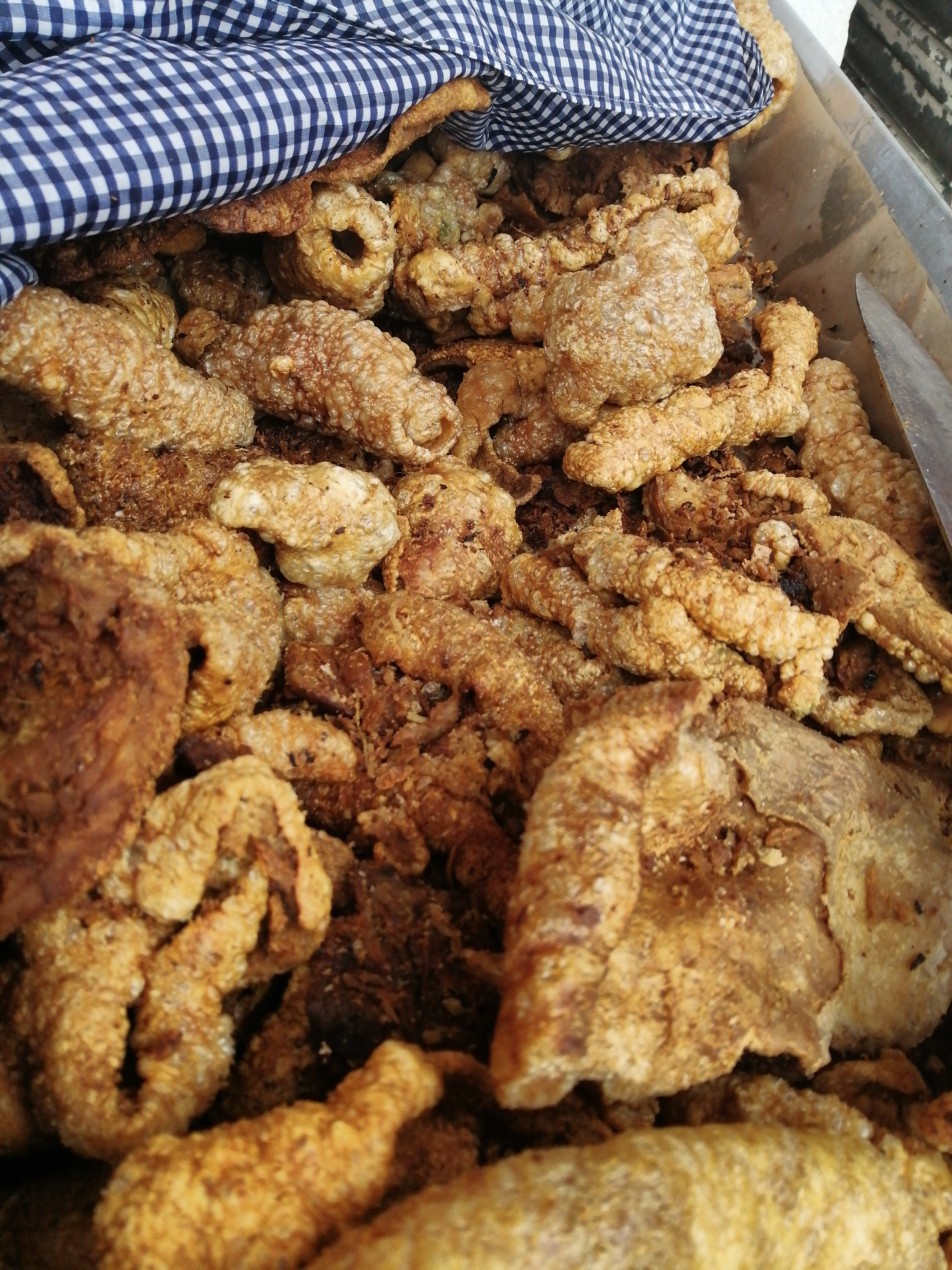
Chicharron (pelle di maiale fritta)

Il cibo tradizionale di Tepeji è la barbacoa di montone, (una specie di arrosto di montome), carnitas de Hidalgo, chapulines (cavallette fritte che vengono anche vendute a peso), chicharrón, (pelle del maiale fritta, con o senza carne), manguises, quesadillas e huitlacoche (funghi di mais), sopes, enchiladas di tepeja e bevande come la pulque stagionata.

## Trasporti pubblici
- Trasporti extra urbani:

La città dispone di un terminal degli autobus, vi sono partenze frequenti per: Queretato, Celaya, Irapuato, Leon, Tula, San Luis Taxhimay, Città del Messico, (Terminal del Norte metro L5), e altre località dello Stato di Hidalgo. Dalla fermata posta sull'Autopista 57D Mexico-Queretaro, si possono prendere autobus per Jilotepec, Maravillas, San Juan del Rio e Città del Messico (metro El Rosario L6 e 7).
- Trasporti urbani:

Numerose linee di minibus denominate "Combis", servono la città e alcune zone circostanti, la maggior parte transita lungo Avenida Melchor Ocampo.
- Autostrade e strade federali:

L'Autopista 57D, (a pedaggio), passa a lato della città e collega Città del Messico (a sud), e Queretaro (a nord).
La strada federale 17, (gratuita), collega Tepeji a Tula, mentre la "Carretera Tepeji-Tula" (gratuita, che ricalca l'antico Camino Real de Tierra Adentro), arriva fino a Queretaro.
- Aeroporti:

Viste le ridotte dimensioni, Tepeji non dispone di un aeroporto, gli aeroporti più vicini sono i seguenti: Aeroporto Internazionale Felipe Angeles (NLU), dista 49 kilometri, Aeroporto Internazionale di Città del Messico (MEX), dista 70 kilometri, mentre l'Aeroporto internazionale di Queretaro (QRO), dista 138 kilometri

## Antica ferrovia a El Salto
L'antica ferrovia Tepeji del Río - El Salto, era una linea ferroviaria adibita la trasporto delle merci, i lavori di costruzione, cominciano nel 1925, i binari vennero posati nel 1927 e la linea viene aperta nel 1928, vennero costruite due gallerie, (tutt'oggi esistenti) e il "Puente volado", alto 20 metri, (oggi la parte in ferro del ponte è stata demolita), era utilizzata principalmente per il trasporto dei prodotti della fabbrica "La Josefina", che disponeva di uno scalo merci, (oggi non più esistente), e a volte anche del personale della stessa fabbrica, alla stazione di El Salto, dove si collegava alla linea Città del Messico - Ciudad Juarez. Non si sa l'anno esatto in cui venne chiusa e smantellata. La linea era lunga 8,5km. Oggi ciò che resta della linea è utilizzata come strada campestre e come percorso naturalistico, in particolar modo nei fine settimana, da ciclisti, motociclisti e camminatori.